# بلال الطبرقي
بلال الطبرقي مواليد 28 مارس 1995 في تونس، هو لاعب كرة قدم تونسى.